# E. Wernich
E. Wernich war eine Druckerei und ein Verlag in Elbing in Westpreußen von 1835 bis 1944.

## Geschichte

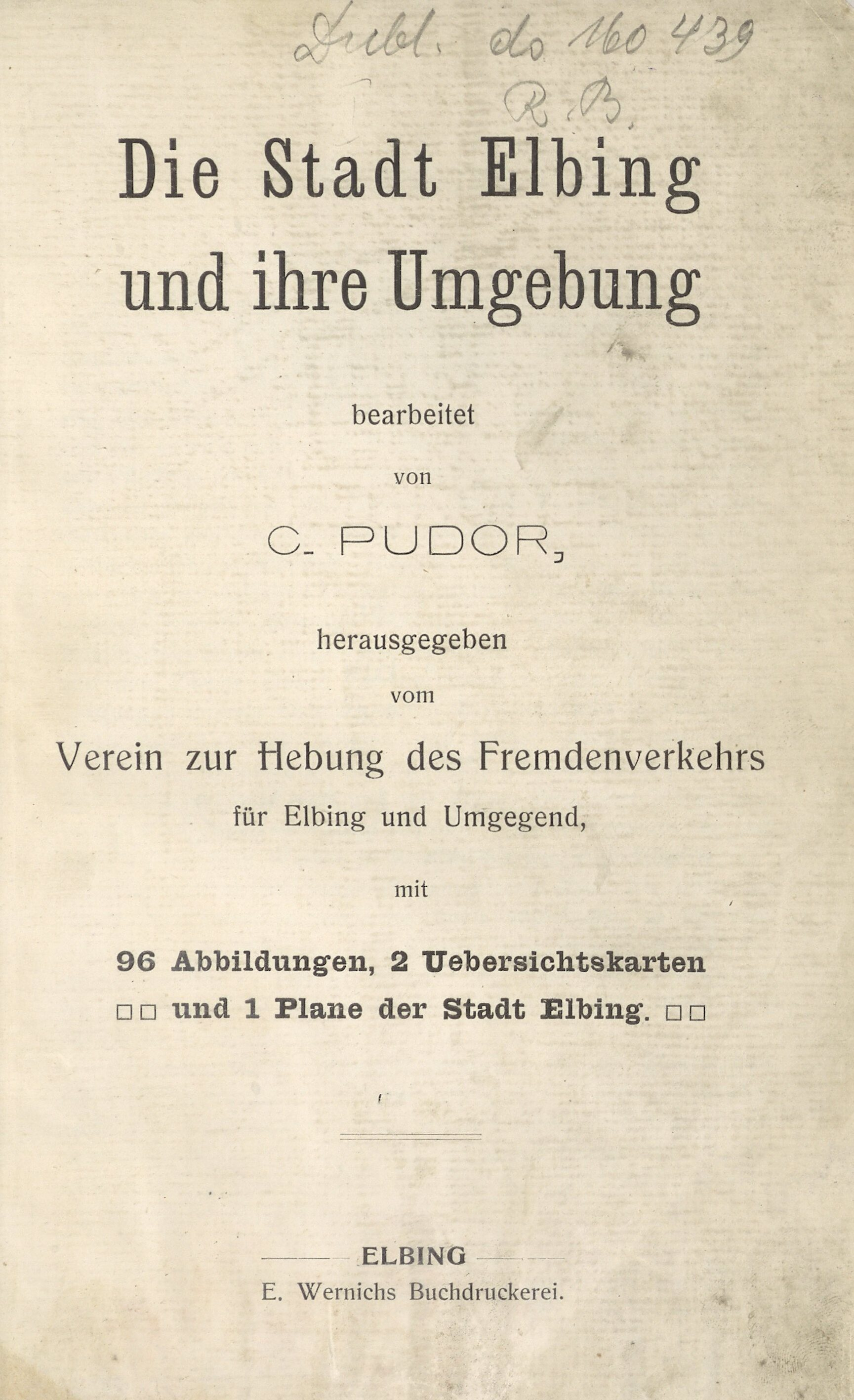
Die Stadt Elbing und ihre Umgebung, 1907

Agathon Wernich übernahm 1835 eine Buchdruckerei in Elbing. Er gab dort zunächst die Zeitung Elbinger Anzeigen heraus. Bald danach druckte und verlegte er auch weitere Schriften.
Nach seinem Tod 1868 wurde das Unternehmen als Wernich’sche Buchdruckerei weitergeführt.
Dort erschienen vor allem Regionalliteratur und religiöse Schriften sowie Schulprogramme, Dissertationen und weitere Publikationen. Später wurde sie als E. Wernich bezeichnet. 
Die letzten Veröffentlichungen sind von 1943 bekannt.